# Xigong
Der Stadtbezirk Xigong (chinesisch 西工区) gehört zum Verwaltungsgebiet der bezirksfreien Stadt Luoyang in der chinesischen Provinz Henan. Er hat eine Fläche von 55,79 km² und zählt 367.500 Einwohner (Stand: Ende 2018). Er ist Zentrum und Sitz der Stadtregierung von Luoyang.

## Administrative Gliederung
Auf Gemeindeebene setzt sich der Stadtbezirk aus acht Straßenvierteln und zwei Gemeinden
zusammen. 